# 公会主義
公会主義（こうかいしゅぎ）とは、いかなるキリスト教の教派にも属さないキリスト教無教派の理念、理想。日本基督教団は公会主義を継承する唯一の団体である。

## 歴史
公会主義は日本基督公会において唱えられ、日本基督一致教会で後退し、日本基督教団の成立によって実現した。

## 公会条例第二条例「公会の基礎」
「我輩の公会は宗派に属せず。ただ主イエス・キリストの名に依て建る所なれば、単に聖書を標準とし、是を信じ、是を勉むる者は、皆是キリストの僕（しもべ）、我等の兄弟なれば、各中の各員全世界の信者を同視して一家の親愛を尽くすべし。是故にこの会を日本基督公会と称す。」

## サミュエル・ロビンス・ブラウン
サミュエル・ロビンス・ブラウンは、1872年9月28日の書簡で日本基督公会について述べていった。「神よ願わくは、日本におけるキリスト教の発達に関心を持つ者として、同一なる公会の精神と統一した目的とに結合されて、キリスト教国における教会の美をはばむ分派をば、できるかぎり、この国から排除せられんことを。そして、もし、ただ組合教会とか、長老教会とか、リフォームド教会とかの相違が、異教徒に見えないよう、かくされてしまって、教会のこれらの分派が、少しもあらわれずに・・すべてのものが、ひとりの共通の『主』と『かしら』につらなって、一つの教壇に立ちうるようになったならば、わたしたちの後から日本に来るものは、どんなに幸いでありましょう。」

## 日本基督教団
日本基督教団は、2009年の日本伝道150年記念宣言で、「日本基督教団は神が働きたもう歴史の必然により生まれた公同教会であり、簡易信条、公会主義の伝統を受け継いでいます。」と宣言した。

## 議論
ジェームス・カーティス・ヘボンは、公会主義について「この目的はよいことで、喜ばしい考えでありますが、わたしどもは哀れな弱い人間でありますから、キリスト再臨まではこれは全く妄想的な考えです。」と述べた。
日本キリスト教会の指導者渡辺信夫は、公会主義の存在自体を否定している。「「公会主義」を担ぐ人は旧日基の時からいたが、資料を客観的に見て行けば蜃気楼のように消えてしまう幻想である。教団は長い間この夢物語を神話化して、その神話によって教団合同を正当化していた。」という。

また、日本基督公会は長老制を採用する改革派と長老派という、同質の教会であったことから、公会主義を強調するのは無理だとの指摘もある。
ホーリネス系福音派の上中栄は、日本基督教団は教派の否定によって成立したが、偶像崇拝を行ったと指摘し、「教派性を規定するのは職制や信仰告白」であるので、教派を否定するなら、教会は教会でなくなるとしている。